# Коморовская, Лилиана
Лилиана Коморовская (пол. Liliana Komorowska; род. 11 апреля 1956, Гданьск, Польша) — польская актриса. Наиболее известна по главной роли в фильме ужасов «Сканнеры 3: Переворот». Также снималась во многих американских и канадских фильмах.

## Карьера

### 1980—1990
В 80-х Лилиана Коморовская играла в тетре и снималась в польских фильмах, работая с такими режиссёрами и постановщиками, как Тадеуш Ломницкий и Кшиштоф Занусси. В середине 80-х стала появляться в американском кино.

### 1990—2000
Первым заметным фильмом для Коморовской стал фильм «Потрясение», в котором она сыграла главную роль. Сценарий фильма был частично основан на книге Достоевского «Преступление и наказание». Затем она снялась в главной роли в фильме ужасов «Сканнеры 3: Переворот», на съёмках которого она познакомилась со своим будущим мужем — канадским режиссёром Кристианом Дюге. Лилиана снималась в других фильмах Дюге — «Крикуны», «Двойник», «Искусство войны» и «Экстремалы».

### 2000—2010
В 2001 вышел телефильм «Шерлок Холмс и доктор Ватсон: Королевский скандал», в котором Лилиана Коморовская сыграла Ирэн Адлер, одного из центральных персонажей. В середине 2000-х Коморовска развелась с первым мужем и перестала сниматься в его фильмах. Долгое время актриса почти не снималась, и поэтому в конце 2000-х переехала в Монреаль, а потом вернулась в Польшу, где снималась преимущественно в сериалах и малоизвестных фильмах.

## Личная жизнь
В 90-х годах была замужем за канадским режиссёром Кристианом Дюге, пара воспитывала двоих детей (сын Себастьян и дочь Натали). Потом она развелась с Кристианом и вышла замуж за польского композитора Михала Урбаняка, с которым также позже развелась. Третьим мужем Коморовской стал предприниматель Бернард Поулин.

## Фильмография
| Год       |    | Русское название            | Оригинальное название      | Роль                           |
| --------- | -- | --------------------------- | -------------------------- | ------------------------------ |
| 1977      | ф  | Смерть президента           | Śmierć prezydenta          | племянница Габриэля Нарутовича |
| 1984—1985 | с  | Другой мир                  | Another World              | Дафна Гримальди                |
| 1988      | с  | Как вращается мир           | As the World Turns         | Анджела Висконти               |
| 1988      | ф  | Потрясение                  | Astonished                 | Соня Иванова / Люсиль          |
| 1989      | ф  | Её алиби                    | Her Alibi                  | Лаура                          |
| 1991      | ф  | Сканнеры 3: Переворот       | Scanners III: The Takeover | Хелена Моне                    |
| 1993      | ф  | Бой не по правилам          | Martial Outlaw             | Марина                         |
| 1994      | с  | Горец                       | Highlander                 | Мара                           |
| 1995      | ф  | Крикуны                     | Screamers                  | Ландовская                     |
| 1997      | ф  | Двойник                     | The Assignment             | Агнешка                        |
| 2000      | ф  | Искусство войны             | The Art of War             | Дженна Новак                   |
| 2001      | тф | Королевский скандал         | The Royal Scandal          | Ирэн Адлер                     |
| 2002      | ф  | Экстремалы                  | Extreme Ops                | Яна                            |
| 2003      | тф | Гитлер: Восхождение дьявола | Hitler: The Rise of Evil   | баронесса                      |
| 2006      | ф  | Ромео и Джульетта           | Roméo et Juliette          | мать Джульетты                 |
| 2012—2019 | с  | В добре и в зле             | Na dobre i na złe          | Ванда Фалькович                |